# Metalogica
Metalogica is de studie van de logica. De metalogica houdt zich bezig met de fundamenten van de logica, en is daarmee ook een metatheorie. Terwijl de logica als zodanig zich bezighoudt met de manier waarop logische systemen kunnen worden gebruikt om de waarheid van allerlei soorten argumenten te achterhalen, kijkt de metalogica naar de inherente eigenschappen van deze systemen zelf.
In de metalogica staan formele systemen, formele talen, formele grammatica en de logische interpretatie van al deze dingen centraal als onderwerp van studie. De studie van de interpretatie van formele systemen staat binnen de wiskundige logica bekend als de modeltheorie. De studie van deductieve systemen staat bekend als de bewijstheorie. De metalogica vertoont veel raakvlakken met de metawiskunde, en deze twee disciplines worden binnen de wiskundige logica over het algemeen zelfs als één geheel behandeld.
Hoewel er al sinds de tijd van Aristoteles over kwesties van metalogische aard is nagedacht, kwam de metalogica als aparte discipline pas echt op in de loop van de 19e en de 20e eeuw, toen men eigenlijk bezig was met het onderzoeken van de grondslagen van de wiskunde. David Hilbert ontdekte hierbij de aanwezigheid van noodzakelijke presupposities die tegelijk metalogisch en metawiskundig van aard waren.

## Onderwerpen binnen de metalogica

### Metataal/Objecttaal
In de metalogica doen formele talen - die een wezenlijk onderdeel uitmaken van formele systemen - dienst als onderwerp van studie, ofwel als objecttalen. Iets anders geformuleerd: terwijl de gewone logica zich bezighoudt met formeel bewijs dat door een formeel systeem wordt aangeleverd, kijkt de metalogica naar bewijs met betrekking tot het formele systeem als zodanig. De taal die wordt gebruikt als hulpmiddel om bepaalde uitspraken te doen heet in dit verband metataal.

#### Syntaxis/ Semantiek
In de metalogica heeft de term "Syntaxis" betrekking op formele talen/systemen als zodanig waarbij de interpretatie buiten beschouwing wordt gelaten, terwijl de term "semantiek" betrekking heeft op de interpretatie van formele talen. De term "semantisch" is in dit verband synoniem aan "model-theoretisch".

### Gebruik/aanduiding
In de metalogica staat de vraag centraal of een woord of uitdrukking daadwerkelijk wordt gebruikt of alleen bij naam genoemd. Bij encyclopedische lemma's is over het algemeen beide het geval: het artikel heeft een titel die het onderwerp van het artikel zelf bij de naam noemt. Een artikel met de titel "Logica" gaat over de logica, een artikel met de titel "Metalogica" - zoals dit artikel - gaat over de metalogica.

### Teken/concept
Door middel van het type-teken onderscheid worden abstracte concepten onderscheiden van concrete instanties. Zo zijn er bijvoorbeeld heel veel stoffelijke voorwerpen die er niet exact hetzelfde uitzien, maar een aantal kenmerken gemeen hebben waardoor ze zonder uitzondering instanties zijn van één bepaald concept, zoals "fiets" of "auto".

## Resultaten
Onderzoek binnen de metalogica heeft onder andere de volgende resultaten opgeleverd:
- De stelling van Cantor.
- De stelling van Löwenheim-Skolem.
- Bewijs voor consistentie van de propositielogica (Emil Post, 1920).
- Het Entscheidungsproblem (Alonzo Church, 1936).
- De Onvolledigheidsstellingen van Gödel (Kurt Gödel, 1931).